# Collegio Romano
Il palazzo del Collegio Romano è un complesso monumentale di Roma. Già sede dell'omonimo istituto d'istruzione gesuitico dal 1584 al 1870, l'edificio ospita la sede centrale del Ministero della cultura, nell'ala orientale, e il liceo classico Ennio Quirino Visconti, nell'ala occidentale. Il complesso è delimitato a nord da piazza sant'Ignazio e via del Caravita, a est dalla via omonima, a sud da piazza del Collegio romano e a ovest da via di sant'Ignazio. 
Il Collegio Romano fu istituito da Ignazio di Loyola dopo la fondazione della Compagnia di Gesù (1534), per coprire tutto l'arco scolastico, dagli studi elementari a quelli universitari. Per volontà di papa Gregorio XIII fu costruita, tra il 1582 e il 1584, la sede definitiva del Collegio a Roma, nel rione Pigna, sulla piazza omonima. Il Collegio fu inoltre teatro dei dibattiti tra Galileo e Segneri, maestro di oratoria, Giuseppe Calandrelli fondatore dell'osservatorio astronomico (1787) del Collegio, Angelo Secchi, astronomo e direttore dell'osservatorio dal 1850. Fu sede del Museo kircheriano, di cui ospita una parte della collezione.

## Storia
Ignazio di Loyola, fondando nel 1549 il collegio di Messina, aveva aperto alla Compagnia di Gesù un nuovo campo d'apostolato: l'insegnamento, opera essenziale, soprattutto in quel periodo di Controriforma. 
Il 18 febbraio 1551, per supplire alla carenza di scuole pubbliche romane e per provvedere ad una migliore formazione del clero sia secolare sia regolare, fu fondato il Collegio Romano aperto soltanto a studenti maschi. Questo fu realizzato grazie alla donazione fatta nel 1550 da Francesco Borgia, Duca di Gandia, professo della Compagnia di Gesù fin dal 1548, ma che con dispensa papale, occultamente, conservava ancora il suo rango nell'attesa di sbrigare i suoi obblighi e di sistemare i figli. Nel 1551 il Collegio Romano era appena una piccola casa in affitto situata ai piedi del Campidoglio, in via di Nuova Capitolina poi piazza dell'Ara Coeli. 
Secondo Polanco, si incominciarono subito le lezioni di latino e greco e poco dopo anche di ebraico: “vi si insegnava ancora la dottrina cristiana e sopra la porta delle scuole vi era scritto in una tabella: scuola di grammatica, d'umanità, e di dottrina cristiana, gratis” (riservata ai soli maschi). Primi alunni gesuiti furono Edmond Auger, francese, Emmanuel Gomez, portoghese, Giovanni Egnazi, fiorentino, ed Emerio de Bonis mantovano. Ben presto, però, diventando lo spazio esiguo per il notevole afflusso di studenti, Ignazio pensò di utilizzare un'altra abitazione più comoda e più adatta a ricevere un sempre maggior numero di alunni. Senza lasciare il centro di Roma, nel settembre 1551 prese in affitto una casa situata fra piazza del Gesù e la chiesa della Minerva, in una via poi detta via del Gesù. Corrispondeva dietro l'attuale tribuna della chiesa di Santo Stefano del Cacco, edificata successivamente. Di fronte, come dice il Ms. “Origini d. C. R.”, al palazzo dei Signori Muti, passato poi in proprietà del Duca d'Acquasparta. Al tempo del compilatore del manoscritto (circa l'anno 1770), questa seconda abitazione del Collegio Romano era detta casa dei Frangipani, perché Orazio, membro di questa famiglia, l'aveva comprata il 13 aprile 1470 dai signori Capocci. Nel 1631 ne divennero proprietari i Padri Silvestrini di S. Stefano del Cacco che la comprarono dalla signora Laura Frangipani per la somma di 9 500 scudi. Il palazzo fu in seguito demolito. Questa fu quindi la seconda abitazione occupata dal Collegio Romano.
Nonostante le difficoltà economiche, Ignazio volle che a partire dall'anno scolastico 1553-1554 si preparassero a insegnare la filosofia e la teologia. Come è naturale le nuove cattedre portarono un aumento sia degli esterni sia degli scolastici della Compagnia di Gesù. “Vedendo il Pontefice Paolo IV il gran bene che il Collegio Romano faceva nella gioventù, gli concesse li 17 gennaio di quest'anno (1556) il privilegio di poter adottare in Filosofia e Teologia i suoi scolari con tutti i privilegi delle altre università ” (che continuavano a essere interdette alle donne). Così il Ms. “Origini d. C. R.”.
Nelle tesi del 1556 è detto “Romae in aedibus Soc. Iesu “. Risulta così che in quest'anno fu fondata la tipografia, che andò arricchendosi nel corso degli anni di nuovi caratteri tipografici, diventando il modello per le altre. Presa l'occasione dalla inondazione che danneggiò parte della casa Frangipani, e per il numero crescente degli studenti, il Collegio Romano trasferì nel 1558 la sua dimora nella casa del sig. Giovan Battista Salviati, situata nella piazza detta dell'Olmo. Detta casa, dal retro, si congiungeva alla Chiesa di S. Maria in Via Lata, e più tardi fu ingrandita e abbellita dal cardinale Antonio Maria Salviati. L'affitto annuo era di 350 scudi. Il Ms. citato riporta che il trasloco delle masserizie fu fatto dai Padri stessi. Meglio determinata è l'ubicazione della casa Salviati nel breve cenno storico del Collegio “De Coll. Rom. 1555 ad 1561” che rimonta appunto a questo tempo.“ Nel 1557 il Collegio passò nell'abitazione più vasta di Giov. Battista Salviati, unita ai giardini del duca di Urbino e posta di fronte all'arco di Camillo, il numero dei gesuiti fu di 145, gli esterni superavano il numero degli anni precedenti “. 
Da queste indicazioni e dal confronto delle carte topografiche del tempo si può ubicare più esattamente il palazzo dietro S. Maria in Via Lata, come già detto, in quel gomito che fa ora il Palazzo Doria-Pamphili, in quel rettangolo che verrebbe limitato dai prolungamenti di via della Gatta e di via Lata. Il Collegio Romano rimase qui per soli quattro anni, quando, diventando insufficiente a contenere un sempre maggior numero di alunni, si pensò a una più ampia sede. Il palazzo Salviati fu demolito quando, costruito il nuovo edificio del Collegio Romano, si volle ingrandire la piazza su cui dà la facciata. Frattanto, il 21 luglio 1556 morì Ignazio di Loyola, gli successe il P. Giacomo Laynez. La nuova sede, che doveva essere definitiva almeno fino alla confisca del 1873, fu nelle immediate adiacenze, dono di Vittoria della Tolfa, marchesa della Valle, figlia di una sorella di Paolo IV. Anche la seconda sede del collegio si rivelò presto insufficiente: era giunto il tempo per una sede definitiva (che resterà tale fino alla conquista di Roma nel 1870).
L'aumento del numero degli alunni, e le precarie risorse economiche mossero i padri gesuiti a presentare a papa Gregorio XIII, il 10 gennaio 1574, un memoriale sulla situazione. Il pontefice prese a cuore la nascente istituzione e assegnò diverse rendite. Nel 1581 fu possibile iniziare la costruzione di una nuova sede nei pressi della chiesa di san Macuto, grazie al generoso concorso dello stesso pontefice, che fu quindi definito in un motto “parenti optimo fondatori”.
L'11 gennaio 1582 il cardinale nipote Filippo Boncompagni pose la prima pietra del nuovo edificio, eretto alle spalle della sede precedente, questa venne a sua volta demolita poco dopo, integrando l'area nell'ambito della nuova costruzione, progettata dall'architetto fiorentino Bartolomeo Ammannati. I locali e le aule furono già pronti nel 1584, i corsi furono inaugurati il 28 ottobre dello stesso anno alla presenza del papa. Un quadro conservato in originale nei locali dell'ex Collegio Romano (e in copia nella nuova sede della Pontificia Università Gregoriana) ne ritrae il progetto col ritratto dell'iniziatore.
Come cappella del collegio fu adoperata la chiesa della SS. Annunziata (sull'area dove attualmente sorge la chiesa di sant'Ignazio), iniziata per le clarisse e completata dai gesuiti. Era stata edificata nel 1562 e decorata nel 1571 nell'abside da Federico Zuccari, con un suo celebre affresco; vi pregarono, san Stanislao Kostka, san Roberto Bellarmino, san Luigi Gonzaga (che vi fu anche sepolto, prima di essere traslato nel 1699 nell'attuale chiesa di sant'Ignazio), e poi anche san Giovanni Berchmans. La chiesa si presentava come un edificio di proporzioni modeste, a unica navata rettangolare.
Nel 1623, a seguito della canonizzazione di sant'Ignazio di Loyola, il cardinale Ludovico Ludovisi, nipote di Gregorio XV, decise di finanziare la costruzione di un vasto tempio per il culto del nuovo santo. Progettò la nuova chiesa di Sant'Ignazio, il gesuita Orazio Grassi e fu consacrata nel 1722; la volta fu affrescata dal celebre pittore gesuita Andrea Pozzo, come pure la tela che sostituisce l'ardita cupola progettata e mai realizzata.

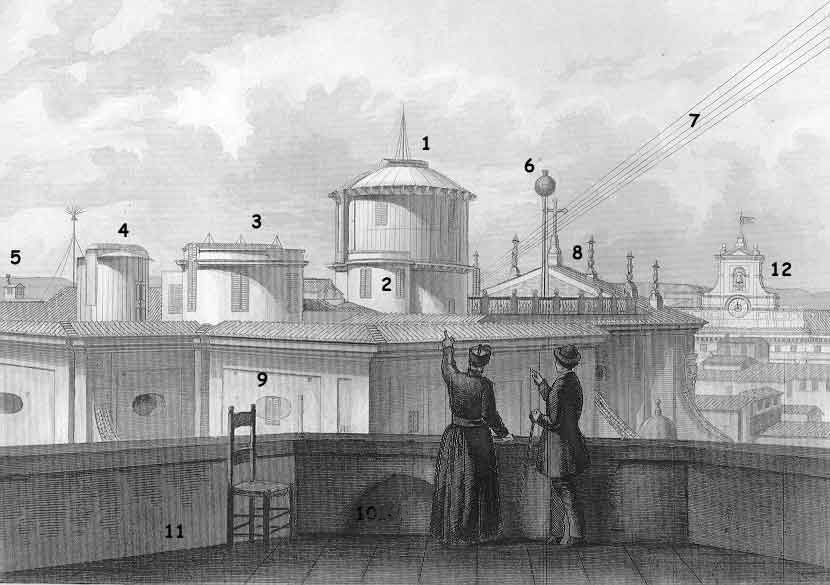
Osservatorio del Collegio Romano.
1 - Osservatorio principale per l'equatoriale di Merz.
2 - Tromba della scala di accesso dell'Osservatorio principale.
3 - Osservatorio ellittico per il circolo meridiano di Ertel.
4 - Osservatorio per il cannochiale di Cauchoix.
5 - Osservatorio elettrico a torretta con il piccolo conduttore a palla.
6 - Antenna con il globo in vimini che, sganciato al mezzogiorno, dava il segnale per lo sparo del cannone ubicato sul Castel S. Angelo (oggi il cannone è ubicato sul Gianicolo).
7 - Fascio di cavi elettrici per la trasmissione dei segnali dei sensori meteorologici ubicati sulla Torre Calandrelli al Meteorografo registratore ubicato in un locale sottostante l'Osservatorio principale.
8 - Faccia retrostante del timpano della Chiesa di S. Ignazio con la lunga balaustra utilizzata come loggia praticabile per le osservazioni notturne a vista.
9 - Parte posteriore della Chiesa di S. Ignazio.
11 - Terrazzo mediano della Torre Calandrelli.
12 - Attico del Palazzo di Montecitorio, oggi Camera dei Deputati.

Nel 1651 fu iniziata una raccolta di materiale di vario genere (antichità classiche, reperti preistorici ed etnografici, come le celebri mummie), detto in seguito kircheriano, per l'apporto di P. Athanasius Kircher, studioso di matematica, fisica e lingue orientali. I gesuiti curarono particolarmente un gabinetto astronomico e fisico per il quale nel 1787 venne edificata una torretta detta dell'osservatorio. L'edificio del Collegio si presenta come un vasto complesso costituito da due grandi cortili porticati, vaste aule e il complesso della Biblioteca del Collegio Romano, tra le più ragguardevoli di Roma, asportata nel 1873 per confluire nella nascente Biblioteca centrale Vittorio Emanuele II; sul tetto dell'annessa chiesa e dell'edificio principale trovarono sede la torre dell'osservatorio e i gabinetti scientifici.
Nel 1773, con la soppressione della compagnia di Gesù, i religiosi gesuiti dovettero lasciare la direzione del collegio, che fu affidata al clero secolare; gravi danni furono apportati alla struttura durante l'occupazione francese di Roma. Con la ricostituzione della Compagnia di Gesù, per opera di Papa Pio VII, il Collegio Romano non venne restituito subito ai gesuiti.
Fu il papa Leone XII, col breve Cum Multa, in data 17 maggio 1824, che ordinò la restituzione del Collegio Romano con le strutture annesse e la chiesa di sant'Ignazio, alla Compagnia di Gesù.
Il nuovo anno accademico fu inaugurato il 2 novembre dello stesso anno, alla presenza dello stesso pontefice. Primo rettore fu il P. Luigi Tapparelli D'Azeglio. Tra i più illustri docenti di teologia di quel tempo va ricordato il P. Giovanni Perrone che insegnò dal 1824 al 1855.
Con la riapertura del Collegio Romano ritornò a nuova vita il celebre osservatorio astronomico, ripristinato e ingrandito.
Una parentesi negativa si ebbe durante la repubblica romana, quando il 29 marzo 1848 i gesuiti furono allontanati e vi fu trasferito il seminario romano. L'anno successivo l'edificio fu occupato e pesantemente devastato dai rivoluzionari i quali prima di lasciarlo, il 7 agosto 1849, al sopraggiungere dei francesi che venivano per liberare Roma, incendiarono un'ala del collegio, danneggiando anche le stanze di San Luigi.
Il 3 marzo 1850 il seminario romano fu trasferito, si poterono quindi riprendere le attività accademiche e si poté provvedere ai restauri.
Dopo vent'anni, con l'occupazione delle truppe sabaude di Roma, il 20 settembre 1870, il collegio fu adibito a caserma dei bersaglieri e i locali e le aule vennero adibite a scuole tecniche e a ginnasio liceo. Il 6 novembre venne ordinata la chiusura del Collegio Romano. Anche il simbolo della compagnia di Gesù fu scalpellato dai timpani delle porte, che fino ad allora sia i giacobini sia i mazziniani avevano risparmiato.
Rimase aperta solo una scuola di filosofia e teologia per i chierici romani. Il 17 gennaio 1873 furono incamerati dal nascente governo le biblioteche, l'osservatorio astronomico, il gabinetto scientifico e il Museo Kircheriano. Con l'estensione, anche per la città di Roma, delle leggi soppressive del governo sabaudo i gesuiti vennero definitivamente allontanati.
Pio IX protestò contro questa usurpazione con l'enciclica  Etsi multa luctuosa del 21 novembre 1873. La comunità dei professori gesuiti trovò ospitalità nelle vicinanze dell'antica sede, presso il Palazzo Gabrielli-Borromeo, ospite del collegio germanico (trasferitosi altrove nel 1886), ora sede dello studentato dei Gesuiti (Collegio Bellarmino).
In questa nuova sede le attività accademiche, col titolo ufficiale di Pontificia Università Gregoriana del Collegio Romano, ripresero, incrementate e tutelate da papa Leone XIII.

## La trasformazione in liceo

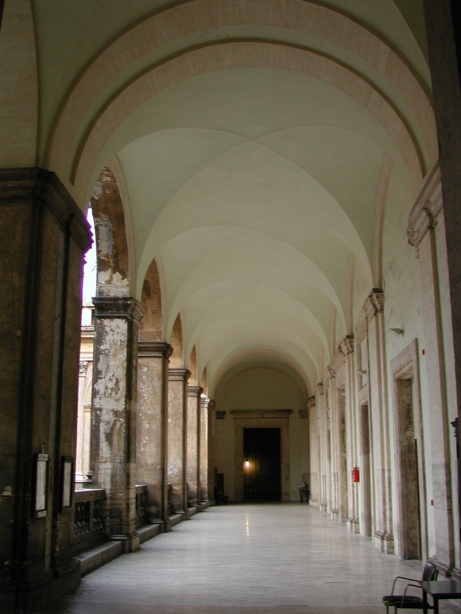
L'interno del Collegio Romano

Nel 1870 la struttura fu trasformata dapprima in caserma e poi in liceo-ginnasio statale, intitolato a Ennio Quirino Visconti, illustre antichista, conservatore del museo capitolino, professore di archeologia all'Università di Parigi e membro del governo consolare durante il periodo napoleonico.

## L'architettura dell'edificio

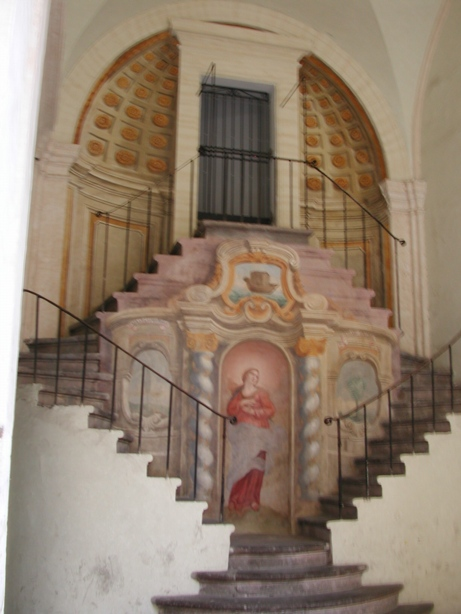
Affresco al primo piano

Il Collegio Romano è stato attribuito a Bartolomeo Ammannati, ma è probabilmente opera di Giuseppe Valeriano. La grandiosa facciata (nella foto) fu probabilmente progettata da Paolo Maruscelli ed è divisa in tre corpi: uno centrale più alto a tre piani e due laterali e due piani, con sopra un attico, mentre sulla destra si eleva la torre Calandrelli, costruita nel 1787 per le osservazioni astronomiche. La parte centrale presenta due grandiosi portali (quello di destra è murato, mentre quello a sinistra è perfettamente allineato con l'asse del cortile interno a cui conduce. 
Al centro del piano superiore, sempre in facciata, vi sono lo stemma di Gregorio XIII e la lapide che ricorda la fondazione del collegio: GREGORIUS XIII P.M. / RELIGIONI / AC BONIS ARTIBUS / MDLXXXVIII. Al terzo piano c'è un orologio centrale, che un tempo forniva l'ora esatta a tutti gli orologi di Roma; sopra ancora una balaustra sulla quale si elevano una loggia con cupolino per la campana, la quale segnava ogni giorno l'inizio delle lezioni, e due edicole per le meridiane.
All'interno, il cortile presenta un loggiato a due livelli con due scaloni ai lati. Al piano terra si trova la biblioteca, mentre al primo piano vi è l'aula magna. Vi si trova inoltre un affresco di Giuseppe Valeriano.
L'edificio è stato oggetto di recenti opere di restauro, rivolte al recupero cromatico e materico della facciata e al restauro degli interni. Nel cortile è stato ripristinato il livello di pavimento corrispondente all'antico opus spicatum.

## La piazza
Il nome piazza del Collegio Romano fu attribuito solo nel 1584, quando fu inaugurato il palazzo omonimo, ma anticamente era chiamata Campo Camilliano, da un arco che sorgeva all'imbocco dell'adiacente via del Pie' di Marmo ed era appunto chiamato Arco di Camigliano. La configurazione generale della piazza si acquisì soltanto nel 1659, quando i Gesuiti comprarono Palazzo Salviati, situato davanti al palazzo del Collegio Romano, ad angolo con palazzo Doria Pamphili e lo demolirono per consentire l'allargamento e la sistemazione della piazza.
La piazza, antistante il prospetto principale del Collegio Romano da cui prende nome, è il frutto materiale dell'irradiazione culturale della Compagnia di Gesù, essa fu trasformata radicalmente per meglio evidenziare l'edificio, a costo di imponenti demolizioni e attraverso complesse strategie culturali, che sono lo specchio dell'autorevolezza culturale dell'ordine nel XVI-XVII secolo.
Sappiamo che per quattro anni dal 1558, in attesa della definitiva costruzione della sede, i Gesuiti avevano affittato Palazzo Salviati, un tempo insistente sulla parte est dell'attuale piazza, per una pigione annua di 350 scudi, ma che già dai primi mesi lo spazio non era sufficiente per il sempre maggior numero di studenti.
I problemi di spazio non saranno risolti fino al 1574, quando a seguito di un memoriale presentato dall'Ordine a Gregorio XIII, il papa prese a cuore le difficoltà e concorse economicamente all'acquisto dell'attuale area del Collegio. Diede avvio alla costruzione nel 1584 su progetto dell'architetto fiorentino Ammannati. Per quasi un secolo il Collegio dalla facciata imponente e particolarmente alta per l'architettura romana di quel periodo, soffrì della presenza ravvicinata di Palazzo Salviati, fino a quando la comunione di interessi con il Papa e la famiglia Pamphilj non creò l'opportunità di creare l'attuale piazza.
La vendita del palazzo avvenne di fatto già nel settembre 1659 e il prezzo concordato con il Duca alla fine fu di 40 769 scudi. La Compagnia poté permettersi una così ingente spesa, in virtù di un previo accordo con il principe Pamphilj, proprietario dell'edificio adiacente palazzo Salviati, che offrì di riacquistare esattamente la metà della proprietà Salviati, per una cifra di 20 384 scudi, al fine di rettificare lo spazio della piazza, diminuendo l'ingombro sull'attuale angolo est. Ciò permise al principe di completare il lato nord del Palazzo Pamphilj, aggiungere una nuova magnifica ala barocca al palazzo (il resto del quale gli era stato portato in dote dalla moglie Olimpia Aldobrandini) e così aggiornare il suo personale appartamento alla moda del tempo.
Difficile identificare l'ideatore originale di questa rivoluzione urbanistica. Tutti e tre gli attori della demolizione e ricostruzione della piazza sono noti per il loro mecenatismo. Il papa Chigi è famoso per la sistemazione di alcune piazze barocche di Roma, tra cui il celebre Colonnato di San Pietro; il principe Camillo Pamphilj fu un insaziabile costruttore di nuove fabbriche, come la famosa villa al Gianicolo, il Palazzo di Valmontone, S. Agnese in Agone, S. Andrea al Quirinale (vedi il sito della famiglia Doria Pamphilj); infine la Compagnia di Gesù in quegli anni era all'apogeo della sua influenza nella chiesa cattolica.
Probabilmente l'accordo semplicemente armonizzò compiutamente le esigenze delle tre istituzioni, tanto più che tra il Principe e i Gesuiti v'era un'antica relazione. Camillo fu allievo nel Collegio del famoso erudito gesuita, filosofo e matematico, Athanasius Kircher. La costruzione del braccio di Palazzo Doria Pamphilj su Collegio Romano iniziò senza indugio già nel settembre dello stesso anno, avendo Alessandro VII ordinato che la costruzione fosse completata entro un anno dalla stipula dell'accordo. Il Principe chiamò l'architetto Antonio Del Grande, già famoso per la costruzione delle Carceri nuove e la direzione del completamento della Galleria Colonna.
È interessante notare che uno degli obiettivi dell'architetto fu proprio quello di emulare in eleganza e magnificenza la facciata del famoso Collegio. L'architettura della Compagnia a Roma, fu sempre volutamente semplice, legata strettamente ai materiali locali, quali travertino e mattoni, senza spazio per orpelli decorativi e forme sinuose. Questo modello d'architettura, severa e pragmatica, ma anche elegante e grandiosa nelle proporzioni, diffusa dalla Compagnia in vari quartieri della città dalla fine del XVI secolo, influenzò ancora la generazione degli architetti del secolo successivo e in generale l'architettura barocca di Roma nel suo complesso.
Per la facciata e l'androne di Palazzo Doria Pamphilj, considerate un capolavoro già dai contemporanei, fu ipotizzato in passato l'intervento dei tre più famosi architetti dell'epoca Borromini, Rainaldi e Bernini, in realtà l'architetto Del Grande aggiornò semplicemente lo stile dell'architettura gesuita alle esigenze del secolo e del committente.
Antonio Del Grande perciò s'ispirò sensibilmente alla facciata già esistente del Collegio e costruì un palazzo angolato che, ancorché più basso e certamente più decorato, usò la stessa semplice alternanza materica di travertino e mattoni, alleggerì la facciata con lo stesso chiaroscuro di pieno e vuoto delle finestrature.
La sistemazione della piazza voluta dal Papa ebbe strascichi giudiziari, quando i canonici di Santa Maria in Via Lata lamentarono l'eccessiva altezza del nuovo edificio nei confronti della chiesa e della diaconia annessa. Il Pontefice fu costretto a nominare una commissione di cinque architetti e a emettere una sentenza nel 10 dicembre 1661 “edificium non est demolendum“, a cui seguirono due chirografi che pacificarono definitivamente le parti. La costruzione del Palazzo Doria Pamphilj contribuì infine al formarsi di una delle più note collezioni d'arte a Roma: la galleria Doria Pamphilj, con capolavori di scultura e pittura dal XV al XVIII secolo.
Tra le altre importanti presenze della piazza del Collegio Romano, il già citato palazzo Doria Pamphili, sede della omonima Galleria che comprende opere di Raffaello, Tiziano, Tintoretto, Guercino, Rubens e Velázquez; la chiesa e il complesso di S. Marta, tra i cui autori fu Carlo Fontana.

## Particolarità
- Il Collegio Romano fu sede dal 1876 al 1931 del Regio Ufficio Centrale di Meteorologia, che costituì il primo nucleo dell'attuale Servizio Meteorologico dell'Aeronautica Militare.[5]
- Presso il Collegio Romano ha sede la stazione meteorologica di Roma Centro.
- Nel 1945 ospitò il primo consiglio nazionale del PSIUP[6].